# بخش استار (شهرستان هاکینگ، اوهایو)
بخش استار (به انگلیسی: Starr Township) یک منطقهٔ مسکونی در ایالات متحده آمریکا است که در شهرستان هوکینگ، اوهایو واقع شده‌است.
 بخش استار ۹۵٫۵۹ کیلومتر مربع مساحت و ۱٬۵۶۰ نفر جمعیت دارد و ۲۹۸ متر بالاتر از سطح دریا واقع شده‌است.